# Хайда-Гваї
Хайда-Гваї (англ. Haida Gwaii; хайда:  X̱aayda gwaay — «острови людей») — архіпелаг біля північно-західного узбережжя канадської провінції Британська Колумбія, що складається з двох головних островів Грейам на півночі та Морсбі на півдні та приблизно 150 невеликих острівців, загальною площею 10 180 км².
Між архіпелагом і материком пролягає протока Геката. Острів Ванкувер розташований на південь від архіпелага, відділений Затокою Королеви Шарлотти, а американський штат Аляска знаходиться на півночі, відділений протокою Діксон-Ентранс.